# Nemoria tenuilinea
Nemoria tenuilinea là một loài bướm đêm trong họ Geometridae.